# 권선형 회전자 전동기

권선형 회전자 전동기는 회전자 권선 외부 저항에 슬립링을 통에 연결되는 유도 전동기의 유형이다. 저항 조정은 전동기의 속도/토크 특성의 제어를 허용한다.
시동하는 동안 일반적인 회전자는 슬립링에 연결된 3개의 기둥을 보유한다. 각 기둥은 가변 전력 저항기와 직렬로 결선되어있다. 전동기가 최대 속도에 도달하면 회전자 극이 단락으로 전환된다. 시동하는 동안 저항기는 고정자에서 전계 강도를 낮춘다. 그 결과, 돌입 전류는 감소한다. 권선형 회전자 전동기는 가변속 구동기의 여러 형태로 사용될수 있다.